# Chionaema omissa
Chionaema omissa är en fjärilsart som beskrevs av Rothschild och Jordan 1901. Chionaema omissa ingår i släktet Chionaema och familjen björnspinnare. Inga underarter finns listade i Catalogue of Life.